# Juan Crisóstomo Torrico
Juan Crisóstomo Torrico (Lima, Peru, 21 de janeiro de 1808 - Paris, França, 27 de março de 1875) foi um político e Presidente do Peru no breve período que decorreu de 16 de agosto de 1842 a 17 de outubro de 1842. Aos 34 anos, foi o mais novo presidente da história do país.
Foi membro do exército do general José de San Martín no ano de 1820. Em 1842 era o ministro da guerra do governo de Manuel Menéndez e, depois da derrota da Bolívia, deu um golpe de estado contra Menéndez, assumindo o poder a 16 de agosto de 1842. Entretanto, saiu do poder da mesma forma que o assumiu, sendo deposto por outro golpe de estado, desta vez comandado por Juan Francisco de Vidal.
Torrico refugiou-se na Bolívia, onde conspirou contra Vidal e depois contra Manuel Ignacio de Vivanco. Regressou ao Peru após a queda do governo de Vivanco em 1844. Foi então nomeado ministro da Economia e Finanças no governo de Ramón Castilla e depois foi nomeado embaixador do Peru em França, no governo de Juan Antonio Pezet.
Faleceu em Paris, França, em 1875.